# Gonzalo Cantó
Gonzalo Cantó Vilaplana (Alcoy, 1859-Madrid, 1931) fue un periodista, dramaturgo y poeta español.

## Biografía
Nacido en 1859 en la localidad alicantina de Alcoy, cursó sus estudios en Madrid, donde colaboró en varias publicaciones como La Raza Latina, Blanco y Negro o Madrid Cómico, y fue redactor jefe del semanario satírico La Avispa, al tiempo que publicó artículos en diversos periódicos de Alcoy.
Fue nombrado hijo predilecto de Alcoy en el año 1923. Falleció en 1931 en Madrid.

## Obras
- Casa editorial (1888), con Carlos Arniches
- La leyenda del monje (1890), con Carlos Arniches
- El fuego de San Telmo (1898), con Carlos Arniches
- El asistente del coronel (1898)
- El maño (1906)
- La real mentira (1906)

Aurora y ocaso.

### Poesía
- Buenaventinas (1917)

- Un Beso (1923)

Dame un beso y verás como revive
la risa que en mis labios está muerta,
dame un beso y verás como despierta,
si de los tuyos el calor recibe.

De ese goce no quieras que me prive;
es el beso de amor sagrada oferta;
no hay capullo que en rosa se convierta
si un ósculo de luz jamás percibe.

Lo mismo que nos une un pensamiento,
el beso ardiente nuestras almas una;
el perfume yo aspire de tu aliento…

¡Por un beso vivir!... ¿Qué más fortuna?
en la bóveda azul del firmamento
por un beso del Sol, vive la Luna.

BALEARES Revista quincenal ilustrada nº182